# Chess Life
La revista mensual Chess Life i la bimensual Chess Life Kids (abans School Mates i Chess Life for Kids) són les revistes oficials publicades per la Federació d'Escacs dels Estats Units (US Chess). Chess Life s'anuncia com la "revista d'escacs més llegida del món" i arriba a més d'un quart de milió de lectors cada mes. Se centra en els jugadors i tornejos d'escacs nord-americans, la instrucció, l'interès humà i les qüestions de govern d'escacs dels EUA. Chess Life Kids està dirigida a menors de 14 anys. La subscripció a Chess Life i Chess Life Kids és actualment un dels avantatges de convertir-se en membre o afiliat de la UE Chess. Tots els membres tenen accés a les versions en línia de Chess Life i Chess Life Kids (inclosos els números anteriors). Els afiliats i algunes categories de membres també reben còpies impreses de Chess Life i/o Chess Life Kids.

## Història
La Federació d'Escacs dels Estats Units es va constituir el 27 de desembre de 1939. En els primers anys, no tenia cap oficina ni publicació. El 1945 i el 1946 es van publicar els llibres anuals de la USCF. El 1946, la publicació de Chess Life va començar com a diari quinzenal, normalment de vuit o dotze pàgines. L'any 1961, Frank Brady va convertir Chess Life en una revista de portada fina. El 1969, Chess Life es va fusionar amb Chess Review, l'altra revista d'escacs líder dels Estats Units. La revista es va publicar amb el títol Chess Life & Review a partir del número de novembre de 1969 fins al 1980 quan va tornar al nom de Chess Life.

## Editors deChess Life
- 05/1946–12/1957 Montgomery Major
- 01/1958-12/1960 Fred M. Wren
- 01/1961–12/1961 Frank Brady
- 01/1962–05/1966 J. F. Reinhardt
- 06/1966–11/1966 Ed Edmondson i Bill Goichberg
- 12/1966–––––––– Burt Hochberg i Ed Edmondson
- 01/1967–10/1979 Burt Hochberg
- 11/1979–01/1982 Fairfield W. Hoban
- 02/1982–12/1984 Frank Elley
- 01/1985–03/1988 Larry Parr
- 04/1988–––––––– Fairfield W. Hoban
- 05/1988–07/1989 Don Maddox
- 08/1989–––––––– Boris Baczynskyj
- 09/1989–10/1990 Julie Ann Desch
- 11/1990–10/2000 Glenn Petersen
- 11/2000–10/2003 Peter Kurzdorfer
- 11/2003–12/2003 Glenn Petersen
- 01/2004–03/2005 Kalev Pehme
- 04/2005–02/2006 Glenn Petersen
- 10/2005–02/2006 Gerald Dullea
- 03/2006–05/2018 Daniel Lucas
- 06/2018-05/2020 Melinda Matthews
- 06/2020-actualitat John Hartmann

## Col·laboradors aChess Life
Alguns dels autors i jugadors d'escacs notables que han escrit per a Chess Life :
- Lev Alburt Back to Basics
- Leonard Barden (1960s)
- Pal Benko In the Arena (1972–1981), Endgame Lab (1981–2013), i la columna de problemes d'escacs Benko's Bafflers
- David L. Brown Key Krackers
- Robert Byrne
- John W. Collins (1950s i 1960s) Games by USCF Members
- Alex Dunne The Check is in the Mail
- Larry Evans Evans on Chess
- Bobby Fischer (debut el Juny de 1963) Fischer Talks Chess
- Svetozar Gligorić Game of the Month
- Garry Kasparov (1993–1994)
- Irina Krush
- Paul Keres (1968–1975) Keres Annotates...
- Al Lawrence Antic director executiu de l'USCF i coautor de més d'una dotzena de llibres
- Robert Lincoln Easy Does It (problemes d'escacs)
- William Lombardy (1958–1960s) Tidbits of Master Play
- Abby Marshall
- Edmar Mednis
- Frank Niro Va contribuir com a mínim amb un article, partida, carta, o fotografia, en cadascun dels números de la revista durant cinc dècades.
- Luděk Pachman Pachman On the Openings
- Bruce Pandolfini Solitaire Chess
- Susan Polgar Opening Secrets
- Miro Radojcic Observation Point
- Samuel Reshevsky The Art of Positional Play
- Michael Rohde (1991–2006) Game of the Month
- Jennifer Shahade
- Andy Soltis Chess to Enjoy
- Kester Svendsen
- László Szabó (1970s) Games from Recent Events
- Daniel Naroditsky Endgame Column